# Koji Sotomura
Koji Sotomura (Onomichi, Japón, 23 de enero de 1958) es un gimnasta artístico japonés, medallista de bronce olímpico en 1984 en el concurso por equipos.
Es padre del también gimnasta Tetsuya Sotomura (n. 1984), especialista en gimnasia en trampolín.

## 1983
En el Mundial de Budapest 1983 gana el bronce en el concurso por equipos, tras China y la Unión Soviética, siendo sus compañeros de equipo: Koji Gushiken, Nobyuki Kajitani, Mitsuake Watanabe, Noritoshi Hirata y Shinji Morisue.

## 1984
En los JJ. OO. de Los Ángeles consigue la medalla de bronce en el concurso por equipos, tras Estados Unidos y China, siendo sus compañeros: Kyoji Yamawaki, Koji Gushiken, Nobuyuki Kajitani, Shinji Morisue y Noritoshi Hirata. Además consigue el bronce en suelo, tras los chinos Li Ning y Yun Lou.